# Makana Local Municipality
Makana (englisch Makana Local Municipality) ist eine Lokalgemeinde im Distrikt Sarah Baartman der südafrikanischen Provinz Ostkap. Der Sitz der Gemeindeverwaltung befindet sich in Makhanda (ehemals Grahamstown). Bürgermeister ist Mzukisi Mpahlwa.
Die Gemeinde ist nach dem Xhosa-Krieger und -prophet Makana (auch Makanda) benannt, der während der Grenzkriege einen massiven Angriff 1819 gegen die britische Garnison bei Grahamstown führte.
In Makhanda befindet sich der Sitz der gleichnamigen Diözese der Anglican Church of Southern Africa und eine der ältesten Universitäten des Landes, die Rhodes University.

## Städte und Orte
- Albany
- Alicedale
- Eluxolweni
- Fingo Village
- Glen Graig
- Makhanda (Grahamstown)
- Mayfield
- Riebeeck-East
- Sidbury
- Vukani
- Xolani

## Bevölkerung
Im Jahr 2011 hatte die Gemeinde 80.390 Einwohner. Davon waren 78 % schwarz, 12,1 % Coloured und 8,7 % weiß. Die Muttersprachen waren zu 66,5 % isiXhosa, zu 13,8 % Afrikaans und zu 9,7 % Englisch.